# Tiếng Anh là chuyện nhỏ (phim 2012)
English Vinglish (tựa tiếng Việt: Tiếng Anh là chuyện nhỏ) là bộ phim hài, tâm lý xã hội Ấn Độ phát hành năm 2012, phim được viết và đạo diễn bởi Gauri Shinde. Cốt truyện phim xoay quanh một bà nội trợ, người ghi danh vào một khóa học nói tiếng Anh để vượt qua những mặc cảm từ chồng và đứa con gái, và làm tăng lòng tự trọng của mình trong quá trình này. Nhân vật chính, do Sridevi thủ vai, được lấy cảm hứng từ câu chuyện Mẹ Shinde. English Vinglish ban đầu được thực hiện bằng tiếng Hin-di và phát hành cùng với phiên bản lồng trong tiếng Tamil và Telugu vào ngày 05 tháng 10 năm 2012. Bộ phim đánh dấu sự trở lại Sridevi sau một thời gian vắng bóng (15 năm) trên màn ảnh, và các vai diễn người Pháp Mehdi Nebbou, Adil Hussain, và Priya Anand. Amitabh Bachchan và Ajith Kumar xuất hiện trong vai trò khách mời trong Tiếng Hindi và phiên bản Tiếng Tamil tương ứng.
Trước khi quảng bá phim chính thức, English Vinglish đã được công chiếu tại Liên hoan phim quốc tế năm 2012 tại Toronto, trong đó vai diễn của Sridevi nhận được phản ứng tích cực. Trước khi phát hành, bộ phim đã được trình chiếu cho báo chí và các nhà phê bình Ấn Độ, một trong những buổi ra mắt lớn nhất trong năm. Nó nhận được lời khen ngợi và một số nhà phê bình ca ngợi nó như là một "phim phải xem". Một thời gian ngắn sau khi phát hành, bộ phim được công nhận là phim "bom tấn" ở Ấn Độ và cả ở nước ngoài.

## Nội dung
Shashi Godbole (Sridevi) là một bà nội trợ, cũng tự làm và bán bánh laddu được rất nhiều người ưa thích. Chồng cô, Satish (Adil Hussain) và con gái, Sapna (Navika Kotia), người thường chế nhạo và đối xử thiếu tôn trọng với vốn tiếng Anh yếu kém của cô. Điều này có tác động sâu vào những cảm xúc của Shashi và làm cho cô ấy cảm thấy không hạnh phúc. Tuy nhiên, con trai cô Sagar (Shivansh Kotia) rất yêu mẹ, và mẹ chồng (Sulabha Deshpande) vẫn thường an ủi cô về chuyện này.
Chị của Shashi, Manu (Sujatha Kumar), hiện đang sống ở New York, mời gia đình Shashi dự đám cưới con gái Meera (Neeju Sodhi) với Kevin (Ross Nathan). Thư mời quyết định rằng Shashi sẽ đi một mình đến New York để giúp Manu tổ chức đám cưới. Chồng và các con của cô sẽ đến sau, Shashi được đưa ra lời khuyên truyền cảm hứng bởi một đồng hành khách (Amitabh Bachchan). Trong khi Shashi sống ở New York, cô đã trải qua một kinh nghiệm đau thương tại một quán cà phê địa phương do mình không có khả năng giao tiếp. Cô bí mật ghi danh vào một lớp học tiếng Anh đàm thoại cấp tốc để học trong bốn tuần, quyết định sáng suốt của cô khi đến một thành phố xa lạ một mình. Các lớp học bao gồm: David Fischer, người hướng dẫn (Cory Hibbs); Eva, một vú em người México (Ruth Aguilar); Salman Khan, một tài xế taxi người Pakistan (Sumeet Vyas); Yu Son, một nhà tạo mẫu tóc Trung Quốc (Angela Romano); Ramamurthy, một kỹ sư phần mềm người Tamil (Rajeev Ravindranathan); Udumbke, một người đàn ông trẻ Caribe da đen nhút nhát (Damian Thompson) và Laurent, một đầu bếp người Pháp nói nhỏ nhẹ (Mehdi Nebbou). Shashi nhanh chóng nổi lên như là một học viên đầy hứa hẹn, có được sự tôn trọng của mọi người với sự giao tiếp hoạt bát và món bánh của cô. Điều này làm cho Shashi trở nên tự tin hơn. Laurent bị Shashi thu hút, gây một số áp lực cho Shashi.
Trong khi đó, cháu gái của Shashi (và em gái của Meera) Radha (Priya Anand) phát hiện bí mật về khóa học tiếng Anh của Shashi và ủng hộ cô kết thúc khóa học. Shashi bắt đầu xem phim tiếng Anh vào ban đêm và làm bài tập về nhà một cách cần mẫn. Để hoàn thành khóa học tiếng Anh và để có một giấy chứng nhận, mỗi học sinh phải làm bài viết và có bài văn nói trong 5 phút. Gia đình của Shashi đến New York tham dự đám cưới sớm hơn dự kiến. Shashi cố gắng để tiếp tục tham dự khóa học, nhưng quyết định bỏ do lịch học trùng với công việc tổ chức đám cưới, và nhờ Radha xin phép David Fischer. Ngày thi cũng trùng với ngày cưới, và cô buộc phải bỏ thi trong sự tiếc nuối.
Radha mời giáo viên tiếng Anh của mình và toàn bộ lớp học đến dự đám cưới, nơi mà chồng Satish Shashi ngạc nhiên được giới thiệu một nhóm người đa sắc tộc, bạn của vợ mình. Shashi nâng ly chúc mừng đám cưới và phát biểu cảm tưởng (bằng tiếng Anh) đến cặp vợ chồng mới, và làm choáng tất cả những người biết cô ấy như một điển hình bà nội trợ Ấn Độ bảo thủ. Trong bài phát biểu của mình, Shashi nói lên giá trị của việc lập gia đình và giữ gìn hạnh phúc, mô tả các gia đình có một không gian an toàn của tình yêu và sự tôn trọng, không nên đem điểm yếu của đôi bên ra chế giễu. Hai cha con Godbole hối tiếc những đối xử thiếu tôn trọng với cô suốt thời gian qua. Kết thúc bài phát biểu, mọi người vỗ tay tán thưởng, thầy giáo David tuyên bố rằng cô đã vượt qua kỳ thi hạng ưu và trao giấy chứng nhận tốt nghiệp khóa học đã chuẩn bị sẵn cho cô. Shashi cảm ơn Laurent đã "làm cho cô cảm thấy tự tin hơn về bản thân mình". Bộ phim kết thúc trong cảnh gia đình của Shashi trở về Ấn Độ. Trên chuyến bay, Shashi giải thích tiếng Anh thông thạo khi các tiếp viên hàng không có yêu cầu giải nghĩa tờ báo tiếng Hindi.

## Các diễn viên
| - Sridevi vai Shashi Godbole - Adil Hussain vai Satish Godbole - Mehdi Nebbou vai Laurent - Navika Kotia vai Sapna - Shivansh Kotia vai Sagar - Priya Anand vai Radha - Sujata Kumar vai Manu - Cory Hibbs vai David Fischer - Ruth Aguilar vai Eva | - Sumeet Vyas vai Salman Khan - Rajeev Ravindranathan vai Ramamurthy - Damian Thomson vai Udumbke - Maria Romano vai Yu Son - Neelu Sodhi vai Meera - Ross Nathan vai Kevin - Maria Pendolino vai Jennifer - Sulabha Deshpande vai bà Godbole. |

## Sản xuất

### Phát triển kịch bản
Nội dung truyện phim được lấy cảm hứng từ mẹ của đạo diễn Shinde, một người phụ nữ nói tiếng Marathi người điều hành kinh doanh dưa tại nhà của cô ở Pune. Mẹ cô không thông thạo tiếng Anh, và thường mặc cảm với Shinde lúc còn nhỏ. Trong một cuộc phỏng vấn, Shinde nói: "Tôi làm bộ phim này để nói lời xin lỗi với mẹ tôi".

## Nhạc phim
| STT              | Nhan đề               | Singers                                                                 | Thời lượng |
| ---------------- | --------------------- | ----------------------------------------------------------------------- | ---------- |
| 1.               | "English Vinglish I"  | Shilpa Rao                                                              | 04:34      |
| 2.               | "Dhak Dhuk"           | Amit Trivedi                                                            | 05:03      |
| 3.               | "Manhattan"           | Clinton Cerejo, Bianca Gomes                                            | 04:36      |
| 4.               | "Gustakh Dil"         | Shilpa Rao                                                              | 05:39      |
| 5.               | "Navrai Majhi"        | Sunidhi Chauhan, Swanand Kirkire, Natalie Di Luccio, Neelambari Kirkire | 04:23      |
| 6.               | "English Vinglish II" | Amit Trivedi                                                            | 04:32      |
| Tổng thời lượng: | Tổng thời lượng:      | Tổng thời lượng:                                                        | 28:47      |